# Kovács Lajos (unitárius lelkész)
Kovács Lajos, idősb (Fiatfalva, 1882. március 30. – Brassó, 1942. október 20.) unitárius lelkész, egyházi író, műfordító. Ifjabb Kovács Lajos unitárius püspök atyja.

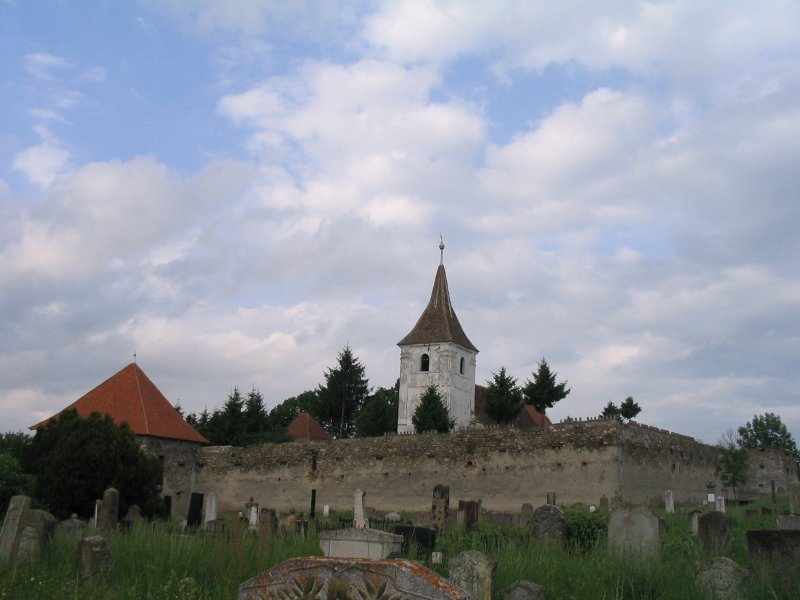
A nagyajtai unitárius vártemplom

## Életútja
Középiskolát és teológiát Kolozsvárt végzett. Pályáját szülőfalujában unitárius lelkészként kezdte, 1910-ben Nagyajtára, 1915-ben Brassóba hívták meg lelkésznek. A Háromszéki Egyházkör esperese (1937), az Unitárius Irodalmi Társaság tagja, vezető szerepe volt a brassói ÁGISZ (Általános Gazdasági és Ipari Szövetkezet) működésében.
A Keresztény Magvető és Unitárius Közlöny munkatársa. Angol eredetiből lefordította M. I. Savage A kereszténység fejlődéstörténete című munkáját (Székelyudvarhely, 1927). Szerkesztésében jelent meg – egy ideig sokszorosítón – Brassóban az  Unitárius Híradó, az egyházközség értesítője (1931-40) és az Unitárius Jövendő (1939-42) című egyháztársadalmi folyóirat.

## Kötetei
- Ébresztgetés (egyházi beszédek, Kézdivásárhely 1932);
- A mi tisztünk igazsága (Brassó 1933);
- A brassói unitárius egyházközség megalapítása, küzdelmei és célhoz jutása (Brassó 1936);[1]
- Izenet a Cenk tövéből (Brassó 1937).